# くりきあきこ
くりき あきこは、日本の漫画家。神奈川県相模原市出身。ストーリー漫画と4コマ漫画を描き分ける。同じく漫画家の栗城祥子は姉。草野誼は夫。

## 経歴
- 東京都生まれ。
- 萩尾望都のアシスタントを経て少女漫画家としてデビュー。

## 代表作品

### 連載
- おそうじします!
- ブレッチェン〜相対的貧困の中で〜
- おかあさんといっしょ
- 夫婦みち
- 夫婦ぜんざい
- Web夫婦ぜんざい（月刊オフィスユーWebサイトでの連載）
- ハハの細道
- オヤコの細道（宙出版・雑誌『15の感動クライマックス』）

### 読み切り
- 21歳の水平線

### TVドラマのコミック化
- 十年愛（遊川和彦・原作）